# Борис Акунин
Бори́с Аку́нин (настоящее имя — Григо́рий Ша́лвович Чхартишви́ли (груз. გრიგორი შალვას ძე ჩხარტიშვილი); род. 20 мая 1956, Зестафони, Грузинская ССР, СССР), также публиковался под литературными псевдонимами «Анна Борисова» и «Анато́лий Брусни́кин», — русский писатель, литературовед, переводчик и общественный деятель.
Известен своими политическими высказываниями и критикой режима президента России Владимира Путина. Так, в интервью газете «Libération» Чхартишвили сравнил Путина с императором Калигулой, «который предпочитал, чтобы его больше боялись, чем любили» (по мнению Путина, это связано с личной обидой Григория Чхартишвили из-за его грузинского происхождения). С 2014 года проживает в Лондоне.

## Биография
Григорий Шалвович Чхартишвили родился в Зестафони 20 мая 1956 года в семье кадрового офицера-артиллериста, участника Великой Отечественной войны, кавалера орденов Красного Знамени (1943) и Красной Звезды (1953) Шалвы Ноевича Чхартишвили (1919—1997) и выпускницы филологического факультета МГУ, учителя русского языка и литературы Берты Исааковны Бразинской (1921, Москва — 2007, там же). Отец был уроженцем села Цихисперди (ныне Озургетский муниципалитет), служил начальником штаба дивизиона 1232-го пушечного артиллерийского полка 9-й артиллерийской дивизии РГК, закончил войну в звании майора и уволился в запас в 1959 году в звании подполковника. Семья матери происходила из Таращи.
В 1958 году семья переехала в Москву.
В 1973 году окончил школу № 36 с углублённым изучением английского языка, а в 1978 году — историко-филологический факультет Института стран Азии и Африки (МГУ).
Занимался литературным переводом с японского и английского языков, в его переводе изданы японские авторы Юкио Мисима, Кэндзи Маруяма, Ясуси Иноуэ, Масахико Симада, Кобо Абэ, Синъити Хоси, Такэси Кайко, Сёхэй Оока, а также представители американской и английской литературы (Ти Си Бойл, Малкольм Брэдбери, Питер Устинов и другие).
Работал заместителем главного редактора журнала «Иностранная литература» (1994—2000), главный редактор двадцатитомной «Антологии японской литературы», председатель правления мегапроекта «Пушкинская библиотека» (Фонд Сороса). Работал в издательстве «Иностранка». С 1998 года пишет художественную прозу под псевдонимом «Б. Акунин». Расшифровка «Б» как «Борис» появилась через несколько лет, когда у писателя стали часто брать интервью. Японское слово «акунин» (яп. 悪人), по словам одного из литературных героев Чхартишвили (в романе «Алмазная колесница»), переводится как «негодяй, злодей», но исполинских масштабов, другими словами, выдающаяся личность, стоящая на стороне зла. Критические и документальные работы публикует под своим настоящим именем.
Помимо принёсших ему известность романов и повестей из серии «Новый детектив» («Приключения Эраста Фандорина»), Акунин создал серии «Провинциальный детектив» («Приключения сестры Пелагии»), «Приключения магистра», «Жанры» и был составителем серии «Лекарство от скуки».
В 2000 году Акунин был номинирован на премию «Букер — Smirnoff» за роман «Коронация, или Последний из Романов», однако не попал в число финалистов. При этом в том же году был номинирован и стал лауреатом премии «Антибукер» с «Коронацией».
В 2003 году роман «Азазель» попал в шорт-лист Британской Ассоциации писателей-криминалистов в разделе «Золотой кинжал».
После вынесения второго приговора Михаилу Ходорковскому и Платону Лебедеву в декабре 2010 года предложил план «ампутинации» России. О деле ЮКОСа писатель отзывался как о «самой стыдной странице постсоветского суда». После выборов в Госдуму 2011 года сказал:

Главный цирк ожидает нас впереди. Теперь на авансцену выйдет кандидат в пожизненные правители. Все тухлые помидоры полетят не в бутафорскую партию, а лично в него, родного и любимого. Три месяца тупые подхалимы из путинского окружения будут стимулировать у населения рвотные позывы своей пропагандой. А расплачиваться ему, бедняжке.
Он будет ездить по стране, встречаться с избирателями. Посвистите ему, он это любит. И позавидуйте москвичам. У нас есть чудесная возможность дудеть во все клаксоны, когда нацлидер будет мчаться мимо парализованных автомобильных потоков. Ду-ду, Владимир Владимирович. Слышите наши голоса? И пускай потом пресс-секретарь объяснит, что это звуки народного ликования.
Неизбежно возникнет ситуация, когда низы больше не хотят, верхи вконец разложились, а деньги кончились. В стране начнётся буза. Уходить по-хорошему Вам будет уже поздно, и Вы прикажете стрелять, и прольётся кровь, но Вас всё равно скинут. Я не желаю Вам судьбы Муаммара Каддафи, честное слово. Откосили бы, пока ещё есть время, а? Благовидный предлог всегда сыщется. Проблемы со здоровьем, семейные обстоятельства, явление архангела. Передали бы бразды преемнику (по-другому ведь Вы не умеете), а уж он бы позаботился о Вашей спокойной старости.

В январе 2012 года Григорий Чхартишвили стал одним из учредителей общественно-политической организации «Лига избирателей», целью которой является контроль за соблюдением избирательных прав граждан. В том же году выступил как комментатор политической ситуации в фильме «Болотная лихорадка».
В 2013 году приступил к работе над проектом «История Российского государства», рассчитанным на 10 лет и включающим в себя исторические тексты и беллетристику.
В марте 2014 года вместе с рядом других деятелей науки и культуры выразил своё несогласие с аннексией Крыма.
С 2014 года проживает с семьёй в Великобритании, Франции и Испании, где имеет недвижимость.
В январе 2017 года вышел из членов состава ПЕН-Центра, российского отделения международной организации ПЕН-клуба, в знак протеста против исключения из ПЕН-Центра Сергея Пархоменко, журналиста и оппозиционера, а также игнорирования ареста украинского режиссёра Олега Сенцова.
В июле 2019 года ряд российских информационных изданий исказил интервью Акунина англоязычному изданию American Interest, утверждая, что писатель призвал «растерзать Россию».
В 2021 году Борис Акунин стал самым популярным писателем из России согласно данным сервиса Storytel. Его аудиокнига «Алмазная колесница» заняла 12-е место в рейтинге «Топ-20 самых прослушиваемых в России».
В феврале 2022 года выступил против вторжения России на Украину.
В марте 2022 года вместе с Михаилом Барышниковым и Сергеем Гуриевым запустил благотворительный проект «Настоящая Россия» (англ. True Russia), направленный на сбор средств в пользу украинских беженцев. 24 мая 2022 года сайт «Настоящей России» был заблокирован по решению российской Генпрокуратуры.
В июне 2022 года издательство «Захаров» обвинило дом книги «Молодая Гвардия» в том, что тот убрал со своих полок произведения Бориса Акунина по собственной инициативе во избежание возможных неприятностей из-за оппозиционной и антивоенной позиции писателя. После этого издательство объявило о прекращении сотрудничества с писателем.
После начала полномасштабного вторжения России в Украину в 2022 году выступающих против войны с Украиной российских писателей, в том числе и Бориса Акунина, начали преследовать и «отменять»: их книги прекращают продавать и выпускать, на писателей заводят уголовные дела.
13 декабря 2023 года российские пранкеры Владимир Кузнецов (Вован) и Алексей Столяров (Лексус) под видом бывшего министра культуры Украины Александра Ткаченко поговорили с Акуниным, который заявил, что «готов помочь Киеву». Аналогичный разговор у этих пранкеров был и с также проживающим за пределами России писателем Дмитрием Быковым. После этого издательство «АСТ», торговая сеть «Читай-город» и интернет-сервис «Литрес» заявили, что прекращают распространение книг Бориса Акунина и Дмитрия Быкова в связи с их общественно-политической позицией, а депутат Госдумы РФ Андрей Гурулёв в эфире ток-шоу Владимира Соловьёва назвал Акунина врагом и призвал его уничтожить: «его не должно быть на этом свете».
18 декабря 2023 года стало известно, что Следственный комитет Российской Федерации в отношении Бориса Акунина возбудил уголовное дело по статьям о «фейках» об армии (207.3 УК РФ) и о публичном оправдании терроризма (205.2 УК РФ). Также СК России заявил о намерении объявить его в розыск. Тогда же Росфинмониторинг включил Бориса Акунина в перечень террористов и экстремистов (указан под настоящим именем).
12 января 2024 года Министерством юстиции России внесён в список физических лиц — «иностранных агентов».
27 января 2024 года МВД России объявлен в розыск. 6 февраля 2024 года Басманный районный суд Москвы заочно арестовал Бориса Акунина. «В отношении Чхартишвили судом избрана мера пресечения сроком на два месяца с момента его задержания на территории РФ или экстрадиции в РФ»,— уточнили в пресс-службе суда.
14 июля 2025 года военным судом в Москве заочно приговорён к 14 годам колонии строгого режима.
Акунин является соучредителем литературной премии «Дар».

## Награды
- 2004 — Премия «GQ Человек года» в номинации «Писатель года»[47].
- 2005 — почётная грамота МИД Японии. Вручена за вклад в углубление российско-японских отношений. Поводом к награждению послужило 150-летие установления межгосударственных отношений между Японией и Россией[48].
- 2007 — лауреат премии «Нома» (издательство «Коданся», Япония) «за лучший перевод с японского сочинений писателя Юкио Мисимы»[49].
- 29 апреля 2009 — кавалер ордена Восходящего солнца IV степени[50][51]. Награждение состоялось 20 мая в посольстве Японии в Москве.
- 10 августа 2009 — премия действующего под эгидой правительства Японского фонда за вклад в развитие культурных связей между Россией и Японией[52][53][54].
- 26 марта 2014 года — антипремия «Абзац». Профессиональная антипремия, которой отмечают худшие работы в книгоиздательском бизнесе России, была вручена в день открытия XVII национальной выставки-ярмарки «Книги России». Специальный приз «Почётная Безграмота» за «особо циничные преступления против российской словесности» присуждён Борису Акунину за книгу «История российского государства. От истоков до монгольского нашествия»[55].
- 13 мая 2024 года — премия British Books Awards в номинации Freedom to Publish[56].

## Критика
Станислав Говорухин:
Успех Акунина меня не удивляет. Меня уже ничто не способно удивить. Сегодня публика кинотеатров, да и читающая публика, резко изменилась. Шестьдесят процентов кинозрителей — это тинейджеры. Двадцать пять — офисная дурь, тридцатилетние яппи, чей уровень развития ещё ниже, чем у подростков. Читают теперь только то, что входит в джентльменский набор: Мураками, Коэльо, Акунин, Донцова и прочее. Акунин — это не исторические романы, это псевдоистория. Мне как члену Союза Советских читателей, как человеку, который читает много и легко ориентируется даже в нынешнем океане издаваемой литературы — это читать скучно.
Павел Басинский:
Я знаю Акунина-Чхартишвили. Он стопроцентный западник, стопроцентный глобалист и стопроцентный праволиберал. Все его романы — я уже писал об этом и настаиваю на этом сейчас — насквозь идеологичны. В гораздо большей степени, например, чем сентиментальная «Мать» Горького или наивный роман-предупреждение Кочетова «Чего же ты хочешь?» Это тем более любопытно, что на сегодняшний день Акунин — единственный реально удавшийся «либеральный» проект.
Игорь Данилевский о книге «История российского государства»:
Если коротко, то это произведение можно отнести к жанру, который называют folk-history — это когда дилетант пишет для дилетанта, излагая свою личную точку зрения на прошлое. Собственно, сам Акунин об этом и говорит. Это невероятно распространённый жанр — таких книг каждый год выходят сотни, если не тысячи. Единственное их отличие от этого произведения в том, что на них не значится фамилия «Акунин», которая, конечно, придаёт «Истории российского государства» широкий общественный резонанс.
Дмитрий Быков:
Литература Акунина продиктована сверхзадачей, в ней есть чрезвычайно сильный, чрезвычайно постоянный, на редкость константный мотив, заявленный с самого начала, — мотив человеческого достоинства.

## Семья
Женат. Первая жена — японка, с которой Акунин прожил несколько лет. Вторая жена (женат с 1983 года), Эрика Эрнестовна, — корректор и переводчик.
Детей нет.

## Фильмография

### Экранизации
См. также: Экранизации произведений Бориса Акунина
- 2002 — Азазель (режиссёр Александр Адабашьян) — мини-сериал по мотивам одноимённого романа
- 2005 — Турецкий гамбит (режиссёр Джаник Файзиев)
- 2005 — Статский советник (режиссёр Филипп Янковский)
- 2009 — Пелагия и белый бульдог (режиссёр Юрий Мороз)
- 2012 — Шпион (режиссёр Алексей Андрианов) — экранизация произведения «Шпионский роман»
- 2021 — Левиафан / Lewiatan (режиссёр Бартош Конопка)
- 2023 — Фандорин. Азазель (режиссёр Нурбек Эген) — сериал по мотивам романа «Азазель»

В мае 2015 года Борис Акунин сообщал, что заключено соглашение с британским телеканалом о телеадаптации серии его книг о приключениях Эраста Фандорина. Название канала, сроки выхода фильмов на экран и другие подробности названы не были. Однако в интервью изданию The Bell, данном в январе 2020 года, Борис Акунин сказал: «У меня развалился контракт с BBC на Фандорина. Спасибо Скрипалям, потому что я, честно говоря, с трудом представляю, как в современной Англии можно снимать сериал про доблестного агента российских спецслужб даже из XIX века. Дело закончилось тем, что мне продюсеры, когда я с ними встречался в последний раз, сказали: а вы не хотите поменять национальность вашего героя, будет просто викторианский сыщик? Для меня это не представляет никакого интереса, потому что смысл экранизации в том, чтобы продвигать свои книги. Сейчас появились другие интересные проекты, не связанные уже с моими книжками. Я сделал сценарий большого сериала».

### Документальные фильмы
- 2012 — съёмки в фильме «Болотная лихорадка»[63][64].

### Интервью
- Акунин – что происходит с Россией (Youtube-канал «вДудь» — Юрия Дудя; 4 марта 2022)